# حمله (ترانه ترتی سکندز تو مارس)
«حمله» (به انگلیسی: Attack) تک‌آهنگی از ترتی سکندز تو مارس است که در ۳ مه ۲۰۰۵ منتشر شد. این تک‌آهنگ در آلبوم یک دروغ زیبا قرار داشت.